# IBM PALM
IBM PALM (Put All Logic in Microcode) は、IBMのボードレベルの16ビットプロセッサで、IBM PCの前身であるIBM 5100ポータブルコンピュータに使用された。

## 概要
PALMは、IBM 5100とその後継のIBM 5110およびIBM 5120で使用された。PALMはまた、他のIBM製品の組み込みコントローラとしても使用された。
IBMはPALMを「マイクロプロセッサ」と呼んだが、その用語は「単体のシリコンの集積回路上の完全なプロセッサ（マイクロシングルチップ）」という通常の意味ではなく、「高水準の命令セットを実装するためのマイクロコードを実行するプロセッサ」という意味で使われた。PALMプロセッサは完全なサーキットボードで、13の square metal-can バイポーラ ゲートアレイと、3つの conventional dual in-line package(DIP) TTL partと、1つの round metal can partを含んでいた。
PALMは16ビットのデータバスと、パリティ用の2つの追加のビットを持っていた。PALMは 64 KB(KiB)のメモリを直接アドレスできた。IBM 5100では、最大 64+ KB (APLおよびBASICのROMが 64+ KBとなる）の Executable ROS (ROM)と、最大 64 KB のRAMを構成できた。アドレス空間を拡張するために単純なバンク切り換えが使用できた。